# Edat contemporània als Països Catalans

Banderes dels territoris on es parla la llengua catalana.

L'Edat contemporània als Països Catalans va estar dominada per la inestabilitat política, de primer la Guerra del francès napoleònica dins una situació de guerra internacional i després per les tres guerres civils carlines i la Guerra Civil Espanyola.

## Seglexix
El segle xix va estar dominat per la inestabilitat política, de primer la Guerra del francès napoleònica dins una situació de guerra internacional i després per les tres guerres civils carlines. Mentrestant administrativament, el 1833, tot el territori espanyol va ser dividit en províncies, cosa que va provocar protestes a Catalunya, on es veia com una divisió de l'anterior província única de Catalunya en quatre províncies no relacionades entre elles. Fins i tot el govern espanyol donava suport al fet que la província de Barcelona portés el nom de Província de Catalunya. En el cas del País Valencià la divisió provincial efectiva va suposar que territoris castellanoparlants que mai havien format part del Regne de València formessin part de les tres províncies. Aquest és el cas de la Plana d'Utiel o de la comarca de Requena, per exemple.

## Segle XX

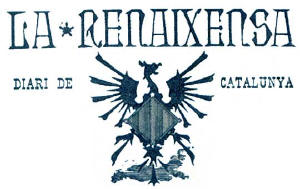
La capçalera de La Renaixensa fou dissenyada per Lluís Domènech i Montaner el 1880. Conjuga l'escut de Catalunya amb l'au Fènix.

Durant la segona meitat del segle xix es va produir la Renaixença catalana, moviment social i cultural que reivindicava la renaixença del català com a llengua literària i de prestigi després de segles de foscor i decadència. Durant aquesta època també va sorgir el catalanisme polític, que reivindicava l'autonomia política de Catalunya i l'oficialitat del català. Tota aquesta renaixença catalanista, que va aconseguir ser transversal, ja que s'hi va afegir tant la burgesia com la classe obrera, va culminar en la Mancomunitat de Catalunya, primera reunificació política de Catalunya i primera institució catalana des del 1714, i durant la segona república espanyola, en la restauració de la Generalitat de Catalunya.

### Normativització de la llengua catalana
A principis del segle XX el català era la llengua majoritària i natural de la gent, però no existia encara un estàndard ni unes normes. A més Enric Prat de la Riba era conscient que "de la cultura catalana l'estat no se'n preocupa i les diputacions hem de suplir aquesta deficiència de l'estat fomentant el conreu i perfeccionament de la llengua".
Quan es va crear l'IEC es van fer dos encàrrecs a la Secció Filològica liderada per Pompeu Fabra: sistematitzar unes regles d'escriptura i promocionar el català com a llengua d'ús científic, objectius que es van explicitar durant la constitució de l'IEC: "el restabliment i l'organització de tot el que es refereix a la cultura genuïnament catalana" i "la investigació científica de tots els elements de la cultura catalana". L'IEC va publicar les Normes ortogràfiques el 1913, dotant el català d'una ortografia formal. Immediatament es van generar grans i durs debats sobre algunes de les decisions ortogràfiques preses (el més aferrissat fou el d'escriure els plurals -es i no -as), però de mica en mica s'anaren acceptant: La Mancomunitat va adoptar de seguida el català de Fabra i va promocionar les seves obres: totes les seves institucions l'adoptaren com a llengua vehicular, des de les diverses escoles d'educació professional fins a les escoles de primària.
El 1916 la Mancomunitat de Catalunya va enviar una petició oficial per reconèixer la llengua catalana com a cooficial, tot adjuntant un detallat programa de normalització lingüística. La proposta va provocar queixes i pressions de la Real Academia Española, fins que el llavors president comte de Romanones va dir que mai donaria aquest reconeixement al català, perquè es feia servir com a emblema polític.
La Generalitat republicana en gran part va continuar i va ampliar la política educativa de la Mancomunitat de Catalunya. Tingué moltes dificultats financeres i la cessió de competències no es va acabar mai de fer en la seva totalitat. En general aquest període va constituir un assaig i una lliçó històrica per a la realització posterior de la Generalitat de 1977.

### La Guerra Civil
La guerra civil espanyola també s'ha considerat, en part com una guerra carlista. Durant aquesta guerra tant València com Barcelona van ser capitals de la República espanyola. Als Països Catalans hi havia partidaris dels dos bàndols enfrontats. Catalunya havia estat considerada "bastió de la República". Les divises que entraven per l'exportació de les taronges valencianes ajudaren al govern republicà a mantenir la guerra, la ciutat de València no va caure fins als darrers dies de la guerra.
Catalunya i el País valencià visqueren durant la guerra una autèntica revolució social, política i econòmica amb col·lectivitzacions tant en el camp com en la indústria.
Mentre Menorca va restar fidel al govern republicà, Mallorca i Eivissa aviat van caure en mans dels franquistes i des d'allí els avions bombardejaven Barcelona. No va ser aquesta l'única vegada que els territoris dels Països Catalans lluitaven els uns contra els altres.
Durant el franquisme es va reprimir durament la llibertat política, de premsa, d'expressió, els Països Catalans i el català, prohibint el seu ensenyament i el seu ús públic. Durant la transició democràtica es va dividir els Països Catalans en tres comunitats autònomes i la nova Constitució en va prohibir la federació.
Amb la Guerra Civil van desaparèixer molts mitjans de comunicació catalans. Aquest ric entramat no es va poder recuperar amb la Transició i avui dia l'impacte és força irregular. Destaca, però, l'espectacular progressió de la llengua catalana en l'àmbit digital.
Amb l'avenç de les tropes franquistes –el 1936 van ocupar les Illes Balears, el 1938 Lleida i el 1939 la resta del Principat– es va truncar el procés de normalització i democratització cultural. La Guerra Civil va tenir greus conseqüències per a la cultura del país. El primer que feien les tropes rebels, quan irrompien a una ciutat, era cremar o convertir en pasta de paper els llibres en català de les biblioteques privades i dels editors comercials.
Aquest va ser el cas de la biblioteca de Pompeu Fabra. En altres ocasions, com va succeir amb la biblioteca de Joaquim Xirau, ocupaven l'habitatge i dispersaven els llibres. I, finalment, com li va ocórrer a Antoni Rovira i Virgili, decomissaven i traslladaven tots els documents i obres a Salamanca. Era, doncs, un odi general vers la diferència i l'objectiu era destruir el sistema de comunicació en català. Així, el diari ‘La Publicitat’ va ser bombardejat i ‘La Humanitat’ saquejada pels guanyadors –com tots els diaris–. ‘La Veu de Catalunya’ va ser intervingut pels anarquistes.
Després de la Guerra Civil, a partir del 1939, la dictadura del general Franco, amb la repressió política i lingüística, va provocar la desaparició de la premsa nacional i local en llengua catalana i el final de la radiodifusió en català. Els exiliats catalans van lluitar contra l'esvaniment del català fent publicacions en català de curt tiratge i programes de ràdio. La programació internacional en llengua catalana feta per una dotzena d'emissores d'ona curta: Ràdio Moscou, La Pirenaica, Ràdio París o BBC, entre d'altres, tot i ser sempre testimonial, durant els quaranta anys de franquisme, va tenir una gran importància per a la pervivència del català a la radiodifusió. A les dècades dels quaranta i cinquanta a Catalunya només Ràdio Girona, Ràdio Vilanova, Ràdio Tortosa, REM Ràdio Berga, Ràdio Taradell i Ràdio Popular de Figueres van fer algun programa en català, sempre de temàtica religiosa o musical.
El 1958 es va produir una certa modernització del franquisme, amb canvis socials, polítics i econòmics de signe moderat que van permetre al català tenir una mínima presència als mitjans de comunicació del país. Naixia la revista ‘Serra d'Or’ (1959). A la dècada dels seixanta, Ràdio Popular de Figueres i Ràdio Girona ja emetien una part de la programació en català. Ràdio Barcelona, a partir de la temporada 1962-63, va començar a programar una obra de teatre en català cada mes i va posar en antena diària ‘Radioscope’. Aquest programa, tot i ser presentat majoritàriament en castellà, va ser, entre altres coses, una plataforma per als cantautors catalans. Radio España de Barcelona, des de l'any 1962, va incloure en la programació l'espai ‘Què sabem de Catalunya’. El 1964, Televisió Espanyola (TVE) va fer els primers espais mensuals de teatre en català, amb el nom de ‘Teatro catalán', i Ràdio Nacional d'Espanya a Barcelona va començar a emetre ‘Evocacions catalanes'. L'any 1967, TVE va començar el programa mensual ‘Mare Nostrum’ i poc després RNE el programa ‘Paraula i pensament’.
Amb aquesta anul·lació sistemàtica de la comunicació, els franquistes van aconseguir que el català fos gairebé invisible durant prop de mig segle. Després, una Transició extremament cautelosa tampoc va solucionar dècades de silenci. Si no hagués estat per la persecució i destrucció, avui, la desapareguda empresa editora de ‘La Veu de Catalunya’ seria, en proporció, com la de l'‘ABC’. La de ‘La Humanitat’ seria com ‘El País’. Els anys de llibertat de la Transició, doncs, no van poder reconstruir el mercat, ni la indústria ni els mitjans.

### El franquisme
El franquisme als Països Catalans va implantar-se entre 1939 i 1977, (les primeres eleccions democràtiques, tingueren lloc el 15 de juny de 1977), en un context determinat per les conseqüències derivades de la Guerra Civil Espanyola i la repressió franquista. La dictadura, als Països Catalans, complementà a més la supressió de les llibertats democràtiques amb la repressió de la cultura catalana. El seu caràcter totalitari i els seus objectius unificadors significaren la imposició d'una sola cultura i una sola llengua, la castellana. A més, el tarannà anticatalà del règim va constituir un tret específic, però no va ser un obstacle decisiu perquè creixés un franquisme català que s'havia anat forjant durant la guerra i s'havia alimentat amb la victòria.
El franquisme (1939-1975) va suposar als Països Catalans, com a la resta d'Espanya, l'anul·lació de les llibertats democràtiques, la prohibició i persecució dels partits polítics (excepte Falange Espanyola Tradicionalista i de les JONS), la clausura de la premsa no adscrita a la dictadura militar i l'eliminació de les entitats d'esquerres. A més, es van suprimir l'Estatut d'Autonomia i les institucions d'ell derivades, i es va perseguir amb sistematicitat la llengua i la cultura catalanes, almenys al principi, en moltes de les seves manifestacions públiques i fins i tot (en els primers temps) privades.
Els vençuts van ser desvertebrats. Als nombrosos morts durant la guerra cal sumar els que van ser afusellats després de la victòria franquista, com el mateix president Lluís Companys, molts altres, obligats a l'exili, no tornarien al seu país, gran nombre dels quals no van fugir van ser empresonats, i molts més van ser "depurats" i inhabilitats per ocupar càrrecs públics o exercir determinades professions, el que els va deixar en pèssima situació econòmica en una època ja dura de per si. Un petit sector d'anarquistes i comunistes va intentar lliurar una guerra de guerrilles en unitats conegudes com a maquis. La seva acció més destacada va ser la invasió de la Vall d'Aran.
Després de la primera etapa d'economia autàrquica, en la dècada dels anys 1960 l'economia va entrar en una etapa de modernització agrícola, d'increment de la indústria i va rebre l'impacte del turisme de masses. Catalunya va ser també una de les metes del moviment migratori, que va donar a Barcelona i a les localitats del seu entorn un creixement accelerat. També es va desenvolupar fortament l'oposició antifranquista, les manifestacions més visibles en el moviment obrer van ser Comissions Obreres, des del sindicalisme i el PSUC.
A la dècada dels anys 70, el conjunt de forces democràtiques es van unificar al voltant de l'Assemblea de Catalunya. El 20 novembre de 1975 va morir el dictador Franco, fet que obriria un nou període de la història de Catalunya.

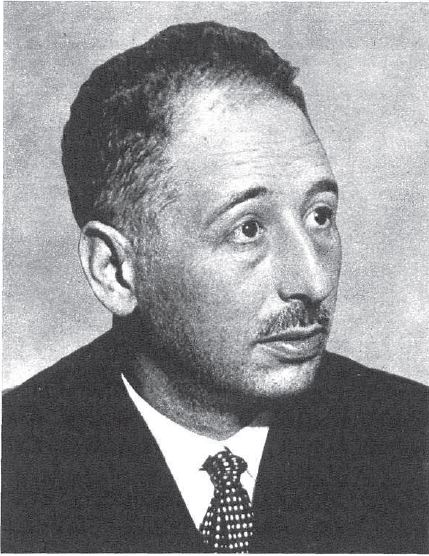
Lluís Companys, segon president de la Generalitat de Catalunya restaurada, va ser lliurat per la Gestapo i afusellat per les autoritats franquistes.

Catalunya va ser la comunitat (región pels franquistes) que més va patir l'odi engendrat durant la guerra civil. La mostra la tenim en diversos exemples.
A Tarragona, el gener de 1939, es va celebrar una missa oficiada per un canonge de la catedral de Salamanca, José Artero. Durant el sermó va cridar: "Gossos catalans! No sou dignes del sol que us enllumena."
Pel que fa als homes que van entrar i desfilar per Barcelona, Franco va dir que aquest honor no era "perquè haguessin lluitat millor, sinó perquè eren els que sentien més odi. És a dir, més odi cap a Catalunya i els catalans."
Un amic íntim de Franco, Victor Ruiz Albéniz, "El Tebib Arrumi" va publicar un article on demanava que Catalunya rebés "un càstig bíblic (Sodoma i Gomorra) per purificar la ciutat roja, la seu de l'anarquisme i separatisme com a únic remei per extirpar aquests dos càncers pel termocauteri implacable", mentre que per Serrano Suñer, cunyat de Franco i Ministre de l'Interior, el nacionalisme català era "una malaltia."
L'home designat com a governador civil de Barcelona, Wenceslao González Oliveros, va afirmar que "Espanya es va alçar, amb tanta o més força contra els Estatuts desmembrats que contra el comunisme i que qualsevol tolerància del regionalisme portaria altra vegada als mateixos processos de putrefacció que acabem d'extirpar quirúrgicament."
Fins i tot conservadors catalans, com Francesc Cambó, es van esgarrifar de l'odi i l'esperit de revenja mostrat per Franco. Cambó va escriure en el seu Dietari en referència a Franco: "Com si no sentís ni comprengués la situació miserable, desesperada, en què es troba Espanya i no pensés més que en la seva victòria, sent la necessitat de recórrer tot el país (...) com un torero per recollir aplaudiments, cigars, barrets i alguna americana escadussera."

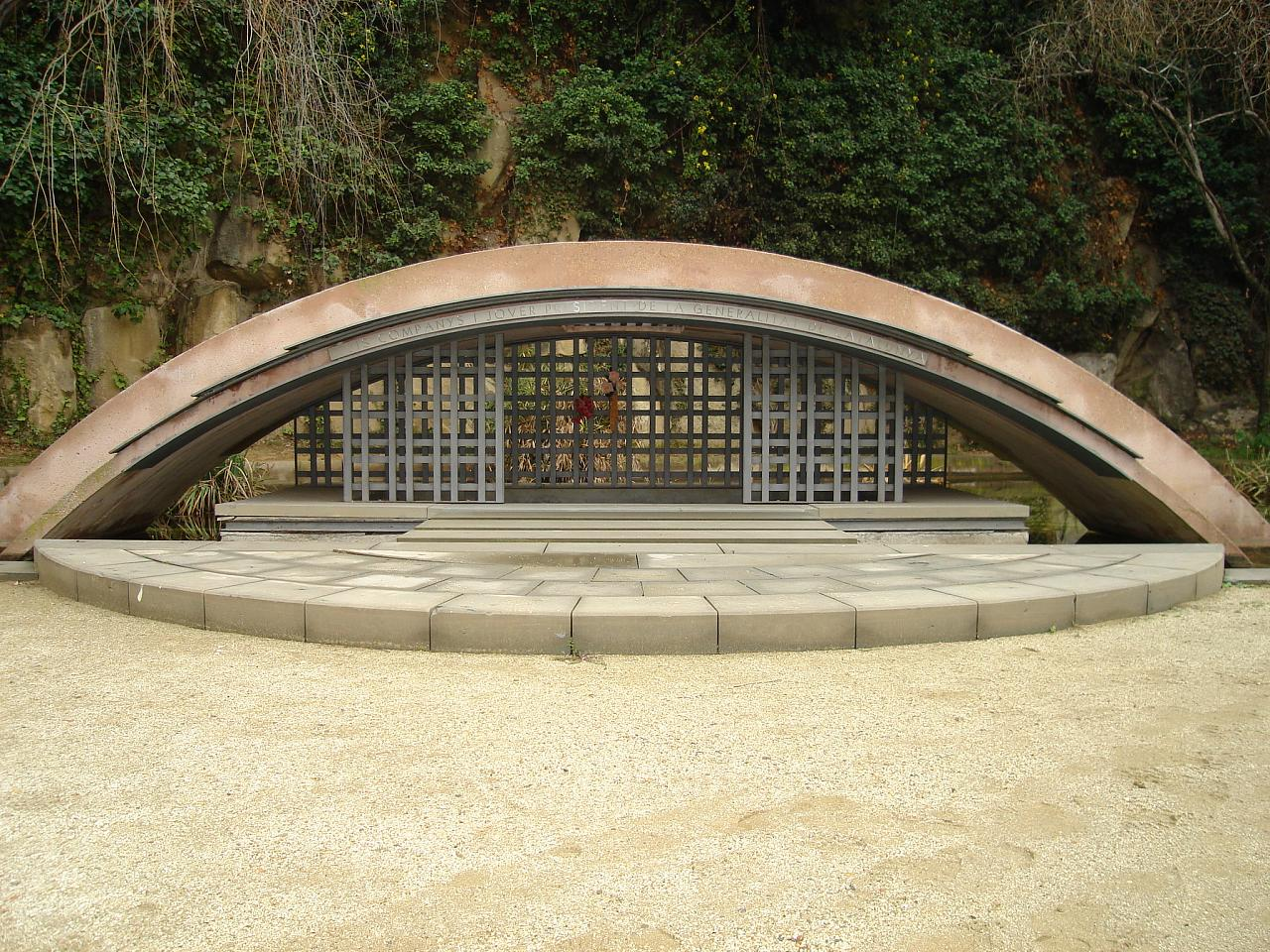
Tomba de Lluís Companys al Fossar de la Pedrera.

El que havia estat el 123è president de la Generalitat de Catalunya, Lluís Companys, s'exilià a França, com molts altres, el gener de 1939. Les autoritats espanyoles en demanaren l'extradició als alemanys. Queda el dubte històric de si fou detingut per la Gestapo o per la policia militar alemanya, també coneguda com la Wehrmacht En tot cas la detenció es produí el 13 d'agost de 1940 amb la immediata deportació de Lluís Companys a l'Espanya franquista.
Després d'un consell de guerra sumaríssim sense garanties processals, fou afusellat el 15 d'octubre de 1940, al Castell de Montjuïc.
D'aleshores ençà han estat moltes les reivindicacions a fi que s'anul·li aquell judici, sense cap garantia. De moment, cap d'elles ha reeixit.

#### La repressió franquista
| «                                                   | "A partir de la repressió, el franquisme va crear unes xarxes de complicitat en què milers de persones es van veure implicades o en van ser còmplices, de totes les maneres possibles, del vessament de sang infligit, de les persecucions efectuades, de la vida de centenars de milers de persones a les presons, als camps de concentració o als Batallons de Treballadors. En definitiva, de les formes més diverses de repressió: política, social, laboral, ideològica, i, en el cas dels Països Catalans, d'un intent de genocidi cultural que pretenia fer desaparèixer d'arrel la seva específica personalitat lingüística..." | » |
| — Josep Maria Solé i Sabaté i Joan Vilarroya i Font | |   |

#### Persecució del català

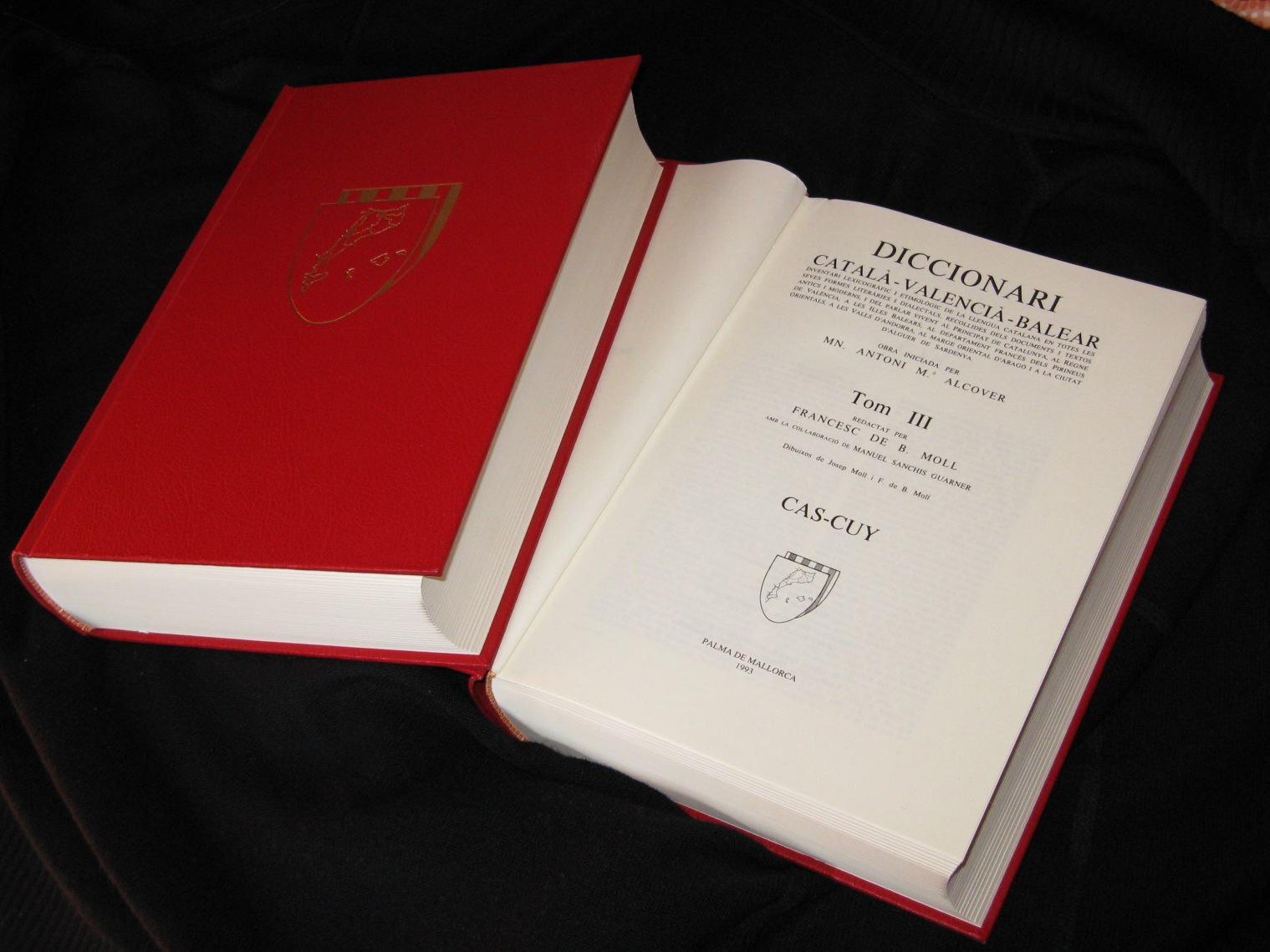
La versió impresa del Diccionari català-valencià-balear.

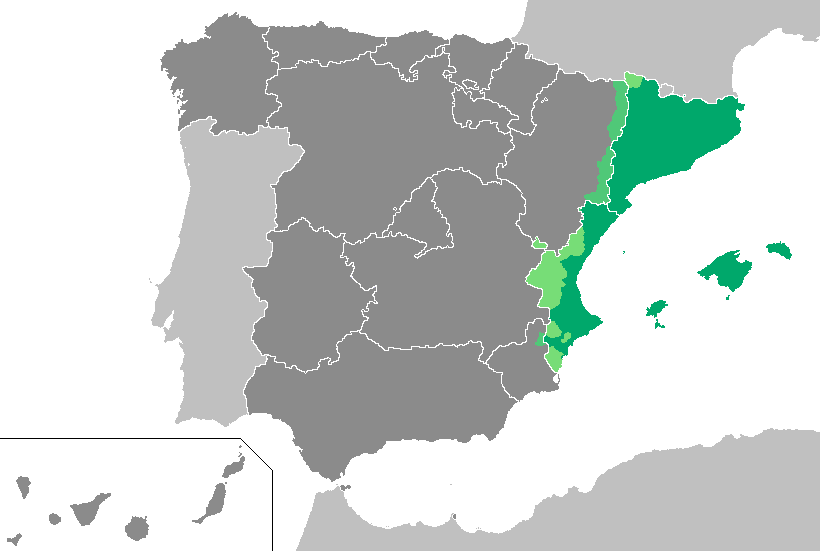
L'idioma català a Espanya
Territoris catalanoparlants on el català és oficial
Territoris catalanoparlants on el català no és oficial
Territoris històricament no catalanoparlants on el català és oficial

Franco va declarar l'any 1939: «La unitat nacional la volem absoluta, amb una sola llengua, el castellà i una sola personalitat, l'espanyola.»
Això va implicar una desaparició gairebé total dels llibres impresos en català fins a l'any 1946.
L'any 1941, malgrat la prohibició del català, es va reeditar il·legalment Poesies, de "Lo Gayter del Llobregat"  per commemorar el centenari de la seva publicació original, origen del moviment de la Renaixença. La seva presentació, un dels primers actes de la clandestinitat, fou feta en un homenatge al seu autor, Joaquim Rubió i Ors.
Cal destacar durant els anys següents la publicació d'una sèrie d'obres per part de tres joves escriptors: Les elegies de Bierville de Carles Riba (1943), L'aprenent de poeta (1943), de Josep Palau i Fabre, i Cementiri de Sinera, de Salvador Espriu (1946) tots ells amb edicions d'uns cent exemplars.
A partir de 1946, amb la derrota de l'Alemanya Nazi, el règim va dur a terme un rentat d'imatge, anomenat l'escletxa, que va permetre que es tornés a autoritzar l'Orfeó Català a fer teatre en català, i també la publicació de llibres en català, però només d'obres clàssiques, i prohibint les obres destinades al públic més jove per tal de restringir l'aprenentatge de la llengua escrita.
Entre elles tenim la part d'escriptors que havien tornat de l'exili durant els anys 1942-1943. Entre aquestes obres cal destacar la traducció al català de l'Odissea (1948) per Carles Riba, i la investigació duta a terme pel pedagog Alexandre Galí amb Història de les Institucions 1900-1936, que fins i tot avui en dia són obres de
referència.
El 1947 l'Institut d'Estudis Catalans va superar la censura en editar un llibre científic, amb la qual cosa quedava demostrat que el català era també un idioma de ciència.
Cal destacar el començament de la publicació el 1949 del Diccionari català-valencià-balear, fins a la seva finalització el 1962, per part del filòleg Francesc de Borja Moll, el qual va esdevenir en una campanya en els territoris de parla catalana, per defensar la unitat de la llengua i alhora que donava un missatge d'afirmació de la identitat catalana.

## Catalunya
La història contemporània de Catalunya s'inicia el segle xix amb la Guerra del Francès (1808-1814). A nivell institucional és una fita destacada la construcció de l'estat liberal a Espanya i la consegüent crisi del sistema d'Antic Règim. En l'àmbit econòmic, Catalunya, a diferència de la resta de l'Estat, exceptuant el País Basc, realitza de forma sorprenent la Revolució Industrial de Catalunya durant el segle xix. A nivell cultural neix la Renaixença catalana, és un moviment cultural català del segle xix. El seu nom sorgeix de la voluntat de fer renéixer el català com a llengua literària i de cultura després de segles de diglòssia respecte al castellà (període anomenat genèricament Decadència). En l'àmbit polític, el segle xix, veu aparèixer una nova força ideològica: el naixement del catalanisme polític. El segle XX a Catalunya es va caracteritzar pels conflictes obrers i per la recuperació de l'autonomia política de Catalunya després de la seva abolició el 1714. La Setmana Tràgica, la Mancomunitat de Catalunya, la dictadura de Primo de Rivera (1923-1930, la segona república (1931-1939), la guerra civil (1936-1939), el franquisme (1939-1975), la transició (1975-1982) i el govern de Jordi Pujol (1980-2003).

## Andorra

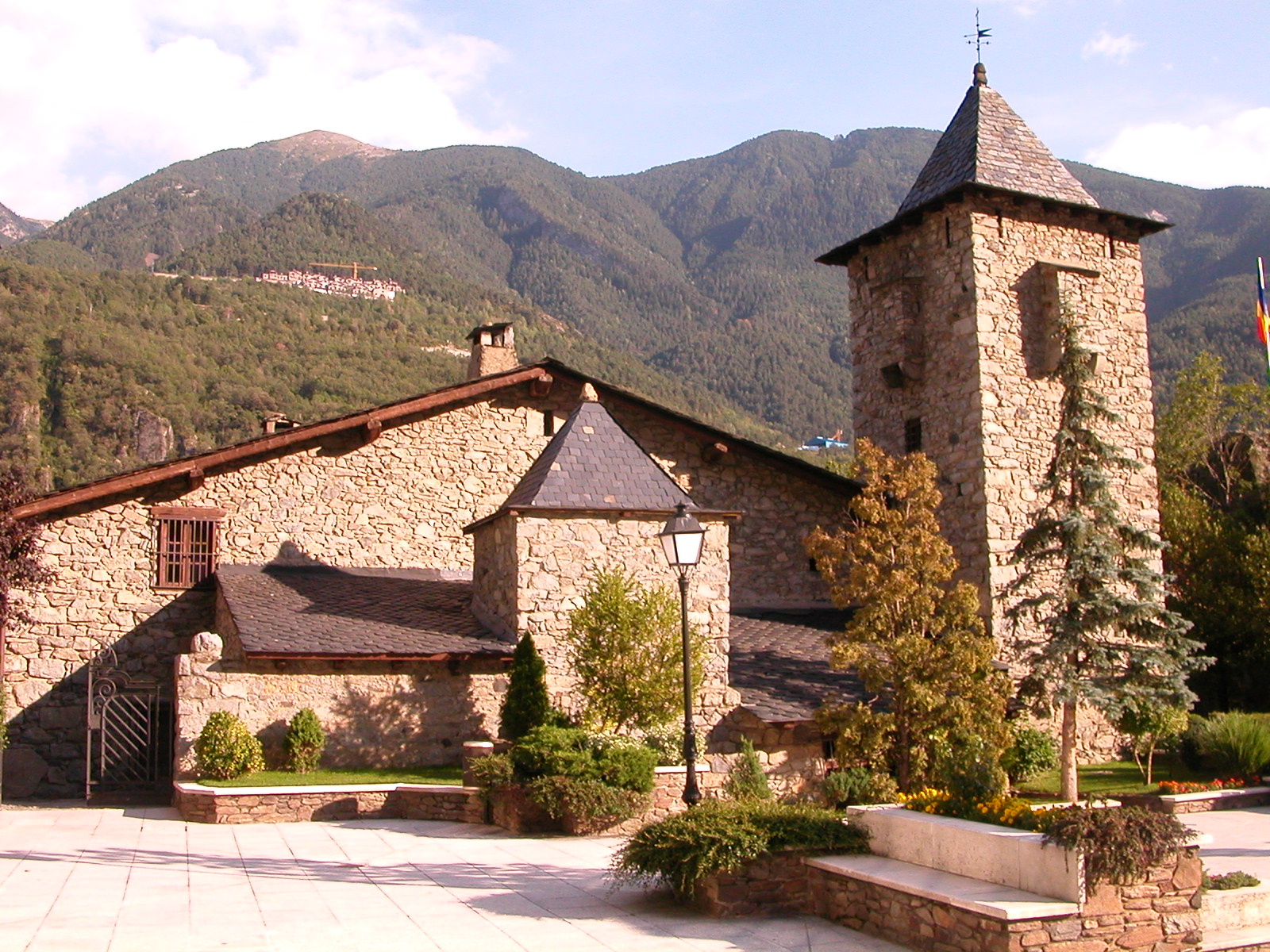
Andorra la Vella, Parlament

### Discreta modernitat
Fins al segle xx, Andorra ha estat un territori força aïllat, rural, amb condicions de vida molt dures i nul·la atenció per part dels seus coprínceps que mantenien un règim feudal amb institucions i lleis més pròpies de l'Edat Mitjana. El primer copríncep francès que va trepitjar el territori va ser Charles de Gaulle el 1967 (una espera de sis segles). És per això que alguns dels fets del primer terç del segle XX que destaquem, tenen una especial rellevància.
- 1914, construcció de la primera carretera que comunica Andorra amb la Seu d'Urgell. El 1933 es completà el traçat fins al Pas de la Casa, a la frontera amb França
- 1928 el govern espanyol crea un servei postal amb Andorra. França ho farà tres anys després.
- 1929 es creen les primeres instal·lacions elèctriques.
- 1935 el Consell General acorda la concessió d'una emissora de ràdio: 'Ràdio Andorra'

### Ocupació francesa
El 17 de juny de 1933, el Consell General, pressionat per unes manifestacions populars, acorda el sufragi universal pels andorrans, que fins aleshores estava limitat als caps de casa. El dret de vot s'establia als 25 anys. Les dones no varen tenir vot fins a 1970.
El Tribunal de les Corts va considerar aquesta decisió una desobediència als Coprínceps i va destituir el Consell General. No obstant això, els seus membres es neguen a abandonar el càrrec i continuen els aldarulls.
El president de la República Francesa, com a copríncep d'Andorra, a demanda del bisbe, va enviar el 8 d'agost, un destacament de la gendarmeria per tal de restablir l'ordre, acabar amb la resistència del Consell destituït i assegurar el normal desenvolupament de les eleccions.
El destacament, comandat pel coronel René Baulard, es retirava el dia 9 d'octubre de 1933.

### Rei Borís I d'Andorra
El 6 de juliol de 1934, el rus Boris Skossyreff, amb la promesa de diners i millores a una Andorra rural i endarrerida, i amb el suport del membre del Consell General Sr. Pere Torres Riba, aconsegueix el suport de la resta de la cambra per a ser nomenat Rei d'Andorra.
El 8 de juliol de 1934 es vota al Consell General i només un Conseller, Sr. Cinto, hi vota en contra. Aquest es trasllada al palau del Bisbe de la Seu, Copríncep d'Andorra, per comunicar la situació. França, per la seva banda, renuncia a qualsevol intervenció deixant com a vàlida la decisió del Consell General.
El 9 de juliol de 1934 es constitueix el Govern Provisional: el Consell General es converteix en parlament i s'anuncia la redacció d'una constitució. També es decreta l'absoluta llibertat política, religiosa i d'impremta.
El 14 de juliol, la Guàrdia Civil espanyola entra a Andorra i s'enduu Boris Skossyreff a Barcelona. El dia 23 de juliol, va arribar sempre detingut a Madrid, des d'on va ser expulsat a Portugal.

### Andorra i les guerres Europea i Espanyola
Durant la Guerra Civil, de juliol del 1936 a juny del 1940, hi va haver un destacament francès a Andorra, comandat novament pel coronel René Baulard, per prevenir atacs del govern de Franco (el juny de 1940 és la data en què França es rendeix a l'exèrcit alemany). Les tropes de Franco, poc després d'haver ocupat Girona i haver arribat a la frontera francesa, varen arribar a la frontera andorrana el febrer de 1939. La bona entesa amb el Comandant Aguirre, que s'entrevistà sobre el pont fronterer amb el Síndic Cairat i el Coronel Baulard, va garantir la neutralitat d'Andorra en el conflicte.
Durant aquesta llarga estada el nivell d'integració del destacament francès amb la població i el comportament exemplar del coronel Baulard el fan mereixedor del nomenament de ciutadà honorari per part del Consell General.
Durant la Segona Guerra Mundial, Andorra va romandre neutral.
El 1944 un destacament de gendarmes alemanys sense acord amb el bisbe de la Seu i una agrupació de la guàrdia civil es van establir a Andorra, però no es produí cap enfrontament destacable entre les dues forces, que van restar al Principat fins al 1945.
El 18 d'octubre de 1943 es produeix l'execució per afusellament d'en Gastó, l'última en terres de les Valls d'un condemnat a mort. La duresa del cerimonial Andorrà aplicat en cas de pena de mort, original del segle xvii, va colpir molt la població, cosa que probablement va influir en l'abolició de la pena capital.

### Evolució actual
En la dècada dels 60 del segle xx, es produeix un fort salt a la vida dels andorrans de la mà del comerç i el turisme. Es desenvolupen instal·lacions esportives per a la pràctica de l'esquí; es crea la Caixa Andorrana de Seguretat Social (1968); s'inaugura el servei telefònic automàtic; es rebaixa l'edat per a votar als 21 anys per homes i dones (1970); es crea l'Institut d'Estudis Andorrans (1976).
El 1973 es produeix la primera trobada dels dos coprínceps des del segle xiii, Georges Pompidou i el bisbe Joan Martí i Alanis. Des d'aleshores les trobades entre coprínceps ha estat freqüent.
A partir de 1980, és quan arriba la gran evolució política, legislativa i de presència internacional d'Andorra.
- Separació del poder legislatiu i executiu
- Entrada a l'Organització Mundial de Turisme
- 14 de gener de 1982, constitució del primer Govern d'Andorra, presidit per Oscar Ribas.
- 1990, signatura d'un conveni amb la Comunitat Econòmica Europea
- 1992, aprovació del codi penal.
- 14 de març de 1993, aprovació de la Constitució que atorga la sobirania al poble andorrà.
- 28 de juliol de 1993, entrada a l'Organització de les Nacions Unides amb el primer discurs en català per part del cap de govern Òscar Ribas i Reig
- 1993, creació de la Cambra de Comerç, Indústria i Serveis d'Andorra
- 24 d'octubre de 1995, segon discurs en català a la 50a Assemblea General de l'ONU a càrrec de Marc Forné
- 1995, creació d'Andorra Televisió (ATV)
- 1997, creació de la Universitat d'Andorra (UdA)
- 25 de juny de 1999, aprovació de la Llei d'Ordenació Lingüística
- 13 d'abril de 2000, creació del Tribunal de Comptes
- 1 de gener de 2002, incorporació a l'euro

## Catalunya del Nord
Al segle xix els Pirineus Orientals van ser un dels departaments més republicans de França, en part gràcies a la presència de Francesc Aragó, home polític i savi nascut a Estagell. Aquest afany republicà tenia efectes negatius per a la cultura i llengua pròpia, que eren considerades antirepublicanes. Un cop important per la llengua, si bé fou també un avanç social important, fou la introducció de l'escolarització universal -en francès, és clar- el 1880.
A la Cerdanya, fins al 1802 la frontera eclesiàstica tampoc no es corresponia amb la frontera real: del bisbat d'Urgell en depenien els trenta-tres pobles de l'Alta Cerdanya. El 10 d'agost del 1871 una nova llei dona al Consell General competències molt més globals sobre la Catalunya Nord. A partir d'aquest any, els consellers són elegits durant sis anys.

A partir del segle XX les històries, i les experiències, del poble nord-català i sud-català se separen cada cop més. La Primera Guerra Mundial, que afecta només la Catalunya Nord, i la Guerra Civil Espanyola i la posterior dictadura, que afecten només el sud, fan que s'allunyen entre si.
Un dels fets més dramàtics del darrer segle ha sigut el creixement demogràfic. Concretament, el 1954 tenia 230.285 habitants mentre el 2005 en tenia 412.685. Un altre fet dramàtic era la paral·lela caiguda en l'ús del català. Fins al segle xx, el català havia perdurat mitjançant la tradició oral. A partir de la Segona Guerra Mundial (1939-1945), el pas del català al francès és imparable, ja que molts pares decidien no parlar català amb els seus fills, adduint que el francès era una eina d'avançament social.
El 1982 el departament arriba a tenir totes les competències que té avui en dia. Passa a formar part de la regió francesa de Llenguadoc-Rosselló el 1986.
Cal destacar la recuperació de la cultura catalana i la seua llengua ençà del 1973, any en què es comença a ensenyar-la a algunes escoles. El 1976 es crea l'escola infantil i primària en llengua catalana de la Bressola i, uns anys després, l'escola Arrels. El 1981 comença Ràdio Arrels. Cada any té lloc a Prada la Universitat Catalana d'Estiu. Al final del segle la llengua catalana s'ensenya a les escoles primàries, als liceus (instituts), als col·legis i a la universitat, però l'ensenyament només es fa en català en algunes escoles privades com ara la Bressola i Arrels, o col·legis com el Comte Guifré. El 10 de desembre del 2007 el Consell General dels Pirineus Orientals declarà l'oficialitat de la llengua catalana, juntament amb el francès, mitjançant la Carta en favor del català.

## Franja de Ponent
Durant la invasió napoleònica (1808-1814), es va crear a l'Estat un projecte de divisió territorial (1810) que integrava part de la Franja a Catalunya, però va ser efímer. Durant la guerra, la zona i sobretot la part pirinenca fou cau de guerrilles antinapoleòniqes. L'any 1822, durant el Trienni Liberal, es va aprovar una divisió provincial que va enquadrar la Franja en les actuals províncies aragoneses d'Osca, de Saragossa i de Terol, divisió que serà definitiva.
La zona continuava sent molt dominada per l'agricultura, amb petites indústries artesanals. Això duria al brot de carlisme al Matarranya a la darreria del segle xix.
Les primeres dècades del segle XX són, per a la Franja, una època en la qual es respira un ambient agrorevolucionari. Amb l'aixecament militar, la Franja va ser l'escenari de les batalles més cruentes de la Guerra Civil Espanyola. Durant la majoria de la guerra, fou territori republicà mentre la resta d'Aragó fou franquista, sobretot gràcies a l'avanç dels milicians anarcosindicalistes catalans els primers dies de la guerra. Així va ser que hi van crear, a l'octubre de 1936, el Consell Regional de Defensa d'Aragó, un ens que hi impulsà el comunisme llibertari i que governaria l'Aragó oriental fins a l'agost de 1937, quan el control passà a un governador general republicà. Al 9 de març, una ofensiva franquista posterior a la batalla de Terol portà la caiguda de tota la Franja en mans de l'excèrcit franquista. Una gran quantitat d'habitants esdevingueren refugiats. Finalment, al 25 de març, el General Yagüe prengué Fraga.
En 1984 els alcaldes de diversos municipis de la franja es van reunir a Mequinensa per a signar una declaració en què es demana la normalització lingüística d'Aragó, va ser la Declaració de Mequinensa.
Durant el segle xx s'han proposat per la Franja diverses iniciatives de divisió comarcal. Finalment, el Govern d'Aragó, va crear una comarcalització (2003) que, respectant bàsicament les comarques tradicionals (Ribagorça, Llitera, Baix Cinca i Matarranya), dividia aquesta última comarca en tres: el Baix Aragó-Casp, el Baix Aragó i el Matarranya pròpiament dit. Aquell mateix any un franjolí, Marcel·lí Iglesias, esdevé president d'Aragó, càrrec que manté l'any 2009.

### Segregació del Bisbat de Lleida
Tradicionalment el Bisbat de Lleida incloïa les comarques de la Franja de Ponent a excepció de la zona de Beseit i Vallderoures al Matarranya. La segregació es va iniciar durant la dictadura Franquista i culminà durant l'anomenada "transició democràtica". La persistència de l'episcopat espanyol, acompanyada de la passivitat i indiferència del poble i autoritats catalanes, va aconseguir trencar 800 anys d'homogeneïtat del Bisbat de Lleida, separant la Franja de Ponent del seu territori històric i cultural i obligant-la a incorporar-se a un nou bisbat situat fora de l'àmbit cultural català.
La segregació es va fer en tres fases, els anys 1955, 1995 i 1998. Arran d'aquesta segregació sorgí un litigi sobre les obres d'art dipositades al Museu Diocesà de Lleida procedents de la Franja.

## Illes Balears
La transició democràtica iniciada amb la mort del dictador Francisco Franco van permetre dotar a les Illes Balears d'un Estatut d'Autonomia el 1983 com a expressió de la seva identitat històrica, després que el 4 de juny de 1977 el Pacte Autonòmic de les Illes Balears. L'Estatut estableix la doble oficialitat del català, llengua pròpia de les illes, i del castellà, llengua oficial de l'Estat. El català és una llengua parlada per set milions de persones dins d'un territori habitat per onze milions, repartit en quatre estats: Espanya, França, Itàlia i Andorra.
Amb l'Estatut, les Illes recuperen com a país les institucions pròpies: els tres Consells o governs insulars, el Parlament i el Govern de les Illes Balears. Tot això és fruit de la recuperació de la democràcia a Espanya el 1977, amb la nova Constitució de l'Estat de les Autonomies. Sorgeix així un període democràtic on floreix un enorme associacionisme civil amb moviments alternatius importants a les Illes com l'ecologisme, el feminisme i el pacifisme.
El desenvolupament turístic de les Illes és enorme en aquests anys, amb l'arribada de turistes de l'Europa occidental i central (alemanys) que tenen una enorme presència en el territori. L'evolució econòmica és molt positiva tot i el debat sobre l'impacte al territori o els dèficits fiscals. També ha ressorgit el debat sobre el fet nacional de les Balears representat per una enorme xarxa d'Entitats i Partits polítics. La incorporació a la Unió Europea i la creació de la Universitat de les Illes Balears són altres fets destacables.
Les Illes Balears mantenen avui dia una forta realitat cultural i artística. S'ha fet un gran esforç de recuperació de la cultura popular i tradicional que encara són molt vives. S'han recuperat les relacions culturals amb Catalunya i les aportacions dels diferents governs autonòmics que han canviat diverses vegades de mans han creat una institucionalitat pròpia.

## País Valencià
La història del País Valencià, com en bona part la de la resta d'Europa, entre l'acabament del segle xviii i el començament del XIX va estar marcada per les repercussions de la revolució francesa.
Davant la notícia de les abdicacions de Carles IV i Ferran VII i de l'alçament de Madrid el 2 de maig davant de les tropes napoleòniques, el poble de la ciutat de València i d'altres poblacions valencianes es va alçar en armes el 23 de maig de 1808 enardit per les arengues de personatges com el Vicent Doménech el Palleter. Els amotinats van prendre la Ciutadella i van constituir una Junta Suprema de Govern del Regne de València, que es va fer càrrec de la ciutat i es va preparar per a la defensa.
Poc més tard, el 28 de juny es va produir un primer atac de l'exèrcit napoleònic al comandament del general Moncey, que va ser heroicament refusat. Posteriorment, el mariscal Suchet, després de sotmetre Catalunya, va atacar el País Valencià. A poc a poc van anar caient poblacions. La ciutat de València va resistir el setge de Suchet fins a dues vegades, però finalment els francesos aconseguiren el seu objectiu el 9 de gener de 1812, després de diversos dies d'incessants bombardeigs. El seu control sobre la ciutat va ser breu, perquè al juliol de 1813 va haver d'abandonar-la davant de la retirada de l'exèrcit francès.
Durant els anys d'invasió napoleònica els valencians van fer eleccions a diputats i van enviar els seus representants a les Corts de Cadis, on es va redactar una constitució de caràcter liberal i antisenyorial. Durant l'època liberal, però, el centralisme de l'estat-nació espanyol que naixia no només no es va aturar, sinó que va augmentar. Es va prohibir, de fet, l'ús del valencià en àmbits en què havia estat respectat fins aleshores.
El segle xix marca una revolució agrària afavorida per l'exportació, que minva les possibilitats d'industrialització, també minvades per l'actitud sucursalista de la burgesia valenciana que no gosa enfrontar-se a Madrid, es castellanitza i relega la llengua a manifestacions historicopatriòtiques de la Renaixença. A finals de segle els moviments internacionals arriben al territori valencià. La societat es divideix, per un costat, en l'oligarquia financera i terratinent que, al contrari de la catalana i la basca, presta suport a la castellana i accepta el sistema econòmic de la Restauració; i de l'altre costat la burgesia comercial -encarnada en la persona de Vicente Blasco Ibáñez-, que adopta postures més liberals i republicanes. La pèrdua de la identitat valenciana s'evidencia en la difusió del castellà entre la petita burgesia com a símbol extern d'ascensió social. Des del punt de vista arquitectònic, el modernisme és l'estil imperant. Barriades de moltes ciutats es planifiquen i s'amplien en aquest període. Aquest estil culmina i acaba amb l'Exposició Regional de València de 1909. En escultura destaca Marià Benlliure i en pintura, Joaquim Sorolla. En música, el mestre Serrano gaudí d'una gran popularitat.

### Segle XX
Fins a la Primera Guerra Mundial l'agricultura, basada en l'exportació, especialment de l'arròs i de la taronja, continuà sent la protagonista de l'economia valenciana. Durant la dictadura de Primo de Rivera es coneixen importants inversions en obres públiques afavorides per la bona situació econòmica i l'aprofitament de les possibilitats que oferia l'electricitat. Malgrat tot, l'agricultura continuà manant fins a l'arribada de la guerra civil, en què el País Valencià romangué en el bàndol republicà —València fins i tot fou la darrera capital de la República.
Durant el franquisme el país perdé tota la seua identitat subjugat per la dictadura i governat per governadors civils designats i dirigits des de Madrid. Després de la mort de Francisco Franco Bahamonde (1975) s'hi obrí una nova etapa que culmina amb l'aprovació, el 1982, de l'Estatut d'Autonomia.

#### Orígens i evolució del valencianisme

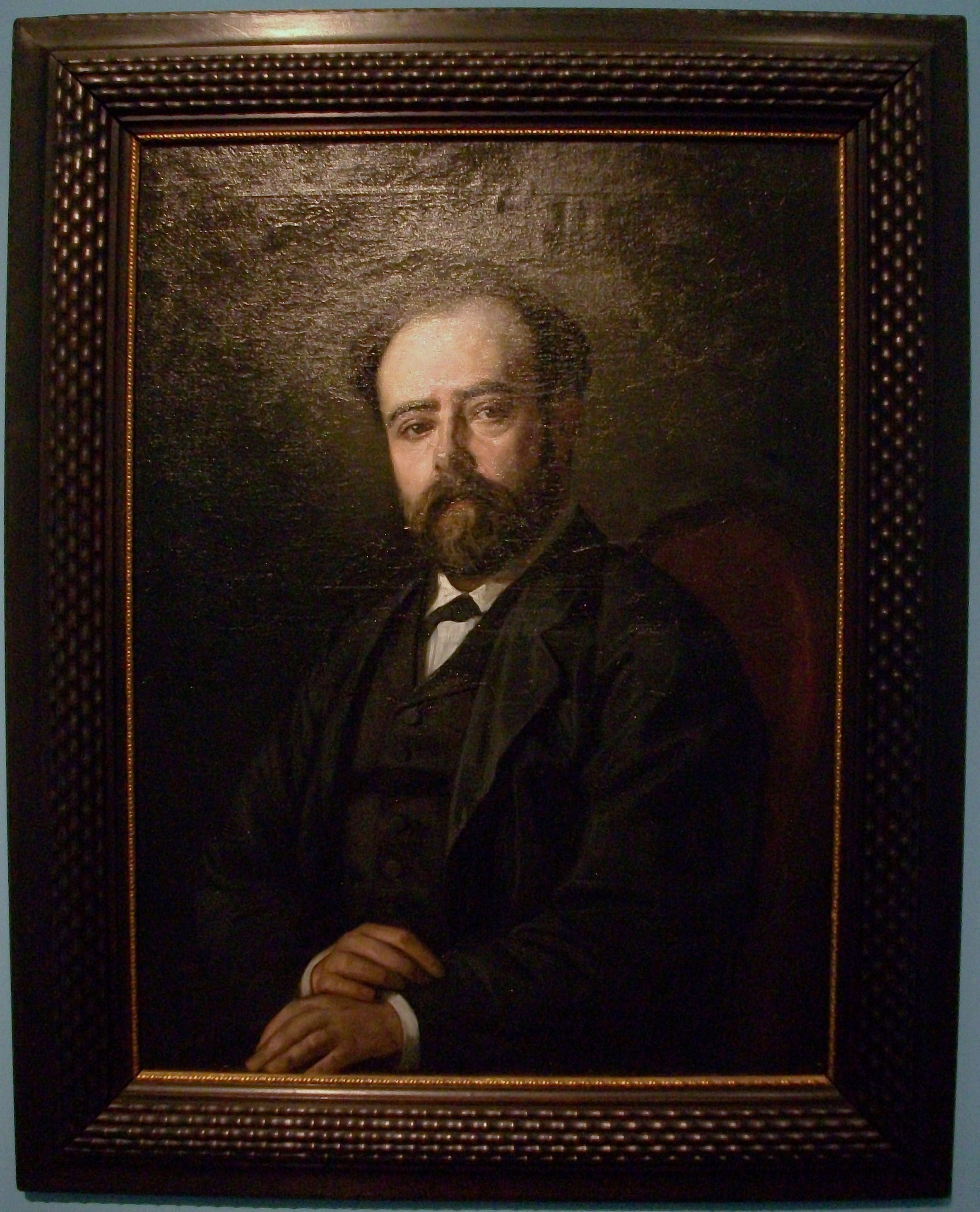
Teodor Llorente Olivares.

Al País Valencià, com a Catalunya va ocórrer amb el catalanisme, l'aparició d'un moviment polític que reivindicava la cultura i identitat pròpies va anar precedit per la Renaixença literària. El moviment valencià es va caracteritzar pel predomini d'una ideologia conservadora, regionalista i folkloritzant, encarnat per la figura de Teodor Llorente, l'exponent de major qualitat literària del moment i líder del moviment renaixentista, qui entenia la valencianitat des d'una òptica regional, supeditada a la idea de Nació Espanyola. Constantí Llombart, fundador de Lo Rat Penat el 1878, va significar una excepció a l'apoliticisme i conservadorisme de la renaixença, si bé la trajectòria de Lo Rat Penat acabaria esdevenint massa conservadora als seus ulls.
Els historiadors assenyalen al doctor Faustí Barberà com a pare del valencianisme polític, i la lectura del seu discurs De regionalisme i valentinicultura el 1902 com a simbòlica data de naixement per al nacionalisme valencià, amb un text on es demanava l'autonomia per al País Valencià, trencant amb la línia apolítica de la Renaixença cultural valenciana. Tot i que amb aquest text Barberà encara no posarà en dubte la identitat regional, durant les dècades de 1920 i 1930 es van articulant diverses organitzacions amb una millor organització i un discurs més coherent.
Tot i la marginalitat que el moviment tenia a principis de segle, durant la Segona República Espanyola el valencianisme polític viu un moment d'efervescència que el portarà a obtenir un diputat al Congrés dels Diputats i cinc regidors a l'Ajuntament de València. Al valencianisme de preguerra hi trobem un magma de posicions fluides, on les diferents postures tenien fronteres difuses. Açò, unit al fet que, políticament, no es plantegés la independència, sinó només la descentralització de l'Estat espanyol, i que el seu marc simbòlic no suposés, tampoc, cap trencament amb el regionalisme joc-floralista, permeteren al valencianisme polític, tot i la seua postura minoritària, créixer com un moviment obert amb possibilitats d'encontre amb altres forces socials.
En acabar la Guerra Civil Espanyola el naixent nacionalisme valencià queda reprimit i desorganitzat. Les activitats estrictament culturals van reprendre's a poc a poc per parts de diferents grups aïllats, si no enfrontats. Al voltant de Xavier Casp i Miquel Adlert es va anar formant el grup Torre, des d'on sorgiria la figura de Joan Fuster. Durant els anys 1960 i 1970 anirien sorgint diversos grups de joves que continuarien i actualitzarien la tradició del valencianisme polític amb una sèrie de propostes que, pel seu marcat caràcter renovador van suposar un trencament amb l'imaginari del regionalisme valencià, que aleshores es trobava ja instrumentalitzat pel nacionalisme espanyol oficial al règim franquista.
Originat, en part, com a reacció al nacionalisme valencià que representaven els joves influenciats per Joan Fuster, va sorgir a finals de la dècada del 1970 un nou moviment regionalista amb un marcat discurs anticatalanista anomenat blaverisme, i durant la transició democràtica espanyola es viuria un conflicte identitari i simbòlic conegut com la batalla de València.
Ja més recentment, a finals dels anys 80 aparegueren una sèrie de reflexions nascudes conegudes com a Tercera Via, amb la finalitat de fer convergir o reconciliar l'electoralment minoritari fusterianisme amb el reeixit blaverisme. Tot i el poc èxit d'aquesta convergència, les aportacions de Joan Francesc Mira en una línia semblant van ajudar a fer que la Unitat del Poble Valencià assumís oficialment en 1996 algunes de les tesis del valencianisme de conciliació, posant-se la primera pedra per a la refundació del partit en el BLOC Nacionalista Valencià.

#### Sorgiment del nacionalisme valencià

El nacionalisme valencià és un corrent social estructurat tant culturalment com políticament que preserva i promou el reconeixement de la personalitat política, lingüística i cultural del País Valencià o Nació Valenciana. Com a ideologia, s'ha interrelacionat amb la societat valenciana durant més de cent anys, amb una incidència electoral i social variable, contribuint a la concepció política de l'antic Regne de València i sent un actor decisiu en la reivindicació i consolidació de l'autogovern de l'actual Comunitat Valenciana. Sota l'accepció de nacionalisme valencià a vegades s'inclouen grups que políticament haurien de ser qualificats de "nacionalistes catalans" o simplement com a catalanistes, ja que entenen que la nació dels valencians són els Països Catalans.
Històricament, el valencianisme s'origina al segle xix com un moviment cultural durant la Renaixença valenciana en una època on s'intentava recuperar el prestigi social del valencià i la cultura valenciana després de segles de diglòssia i la destrucció del regne de València sota l'absolutisme borbònic amb iniciatives com la restauració dels Jocs Florals per Lo Rat Penat. Seria al segle xx, i com a escissions de Lo Rat Penat que sorgirien les primeres associacions valencianistes. Una de les seues primeres fites seria la Declaració valencianista de 1918, si bé no seria fins a la Segona República Espanyola que el nacionalisme valencià aconseguira certa presència política i un clima favorable a la consecució d'un estatut d'autonomia. La dictadura franquista acabà amb les aspiracions valencianistes, i dilueix la seua tradició. Durant la dècada de 1960 Joan Fuster i Ortells proposà un nou valencianisme de tipus catalanista; estos plantejaments provocaren la reacció d'un sector del valencianisme encapçalat per Aldert i Casp que veien en els plantejaments de Fuster no el tradicional agermanament amb Catalunya, sinó un sotmetiment. La divisió interna del valencianisme vingué aparellada a la intervenció del nacionalisme espanyol que trobà en els plantejaments del pancatalanisme un argumentari idoni per a atacar al catalanisme i al mateix temps debilitar al valencianisme des de dins en la seua reivindicació de nacionalitat històrica durant el procés estatutari i de recuperació nacional; els episodis més virulents d'este conflicte foren coneguts amb el nom de Batalla de València.

#### Conflicte lingüístic valencià
Durant la dècada de 1980 sorgí el moviment regionalista anomenat blaverisme, caracteritzat per l'espanyolisme i l'anticatalanisme, que s'agrupà políticament entorn del partit Unió Valenciana. En la dècada de 1990 els dirigents d'este partit s'integraren majoritàriament en el Partit Popular i Unió Valenciana pràcticament desaparegué no tornant a obtenir representació política en les Corts Valencianes. A principis del segle xxi Juan García Sentandreu intentà ressuscitar al blaverisme formant el partit Coalició Valenciana, incidint com en el segle passat en l'espanyolisme i l'anticatalanisme, però estos plantejaments marginals en la societat valenciana actual fracassaren, el partit mai no obtingué representació parlamentària, i acabà per dissoldre's el 2011.
Hui en dia els acadèmics valencians de l'Acadèmia Valenciana de la Llengua han normalitzat el valencià deixant clar que «valencià» i «català» són dues denominacions sinònimes i equivalents per a «un mateix sistema lingüístic», sentència filològica que ha estat ratificada legalment per diverses sentències judicials del Tribunal Suprem. El valencianisme polític està representat en les Corts Valencianes per la Coalició Compromís. Segons els estatuts aprovats pel principal partit de la coalició, el Bloc Nacionalista Valencià, en 2009, un dels seus objectius és "L'assoliment de la plena sobirania nacional del poble valencià", si bé contempla la possibilitat d'associar-se amb els territoris amb què València comparteix "una mateixa llengua, cultura o història".